# (2014) Vasilevskis
Ne doit pas être confondu avec Alexandre Vassilievski, Andreï Vassilevski, Andrei Vasilevski (tennis) ou Vadims Vasiļevskis.
(2014) Vasilevskis est un astéroïde de la ceinture principale.
Il a été ainsi baptisé en hommage à Stanislaus Vasilevskis (1907-1988), astronome lituanien.